# Stalobelus nodulatus
Stalobelus nodulatus är en insektsart som beskrevs av Peláez 1935. Stalobelus nodulatus ingår i släktet Stalobelus och familjen hornstritar. Inga underarter finns listade i Catalogue of Life.